# Pierre Gauthier (homme politique, 1758-1829)
Pour les articles homonymes, voir Pierre Gauthier.
Pierre Gauthier est un homme politique français, né le 6 décembre 1758 à Condé-sur-Noireau (Calvados), mort le 10 octobre 1829 à Caen (Calvados).

## Biographie
Avocat, procureur de Condé-sur-Noireau en 1789, il devient administrateur du district de Vire en 1790, commissaire du roi près le tribunal de Vire en 1792 et administrateur du département en 1792. Il est député du Calvados au Conseil des Cinq-cents de 1795 à 1799, président l'assemblée en l'an V. Membre de la Cour de Cassation et du tribunal d'appel de Caen en l'an VII, il est président de la cour de justice criminelle du Calvados en l'an VIII. Il est président de chambre à la cour impériale de Caen en 1811.

## Sources
« Pierre Gauthier (homme politique, 1758-1829) », dans Adolphe Robert et Gaston Cougny, Dictionnaire des parlementaires français, Edgar Bourloton, 1889-1891 [détail de l’édition]